# Плато-Івановка
Плато-Івановка — село в Родіоново-Несвітайському районі Ростовської області.
Входить до складу Барило-Кріпинського сільського поселення.
Населення - 639 осіб (2010 рік).

## Географія
Село розташовано на лівому березі Кріпкої нижче Аграфеновки й Барило-Кріпинської.

### Вулиці
| - вул. Волкова, - вул. Ворошилова, - вул. Гвардійська, - вул. Добровольського, - вул. Комарова, - вул. Комсомольська, - вул. Курчатова, - вул. Пушкіна, - вул. Радянська, - вул. Чапаєва, | - пер. Надії Курченко, - пер. Жовтневий, - пер. Первомайський, - пер. Рибальський. |